# Hypocrisias
Hypocrisias is een geslacht van vlinders van de familie spinneruilen (Erebidae), uit de onderfamilie Arctiinae.

## Soorten
- H. berthula Dyar, 1912
- H. fuscipennis Burmeister, 1878
- H. gemella Schaus, 1911
- H. jonesi Schaus, 1894
- H. lisoma Dyar, 1912
- H. minima Neumoegen, 1883
- H. punctatus Druce, 1884